# Andrei Moțoc
Andrei Moțoc (sinh ngày 13 tháng 4 năm 2002) là cầu thủ bóng đá chuyên nghiệp người Moldova hiện đang thi đấu ở vị trí hậu vệ cho câu lạc bộ Legnago tại Serie C bảng A, cho mượn từ Salernitana.

## Sự nghiệp thi đấu

### Carpi
Moțoc ra mắt cho Carpi vào ngày 3 tháng 3 năm 2021, trong trận đấu tại Serie C gặp Legnago Salus.

### Salernitana
Ngày 1 tháng 9 năm 2021, Moțoc gia nhập Salernitana. Anh ta ra mắt đội bóng vào ngày 15 tháng 1 năm 2022, trong trận thua 3–0 trên sân nhà trước Lazio tại Serie A.

#### Cho mượn tại Siena
Ngày 6 tháng 1 năm 2023, Moțoc được đem cho mượn tại Siena tại Serie C đến hết mùa giải.

#### Cho mượn tại Legnago
Vào ngày 23 tháng 8 năm 2023, Moțoc chuyển tới câu lạc bộ Legnago theo dạng cho mượn mới.

## Thống kê sự nghiệp

### Câu lạc bộ
| Câu lạc bộ          | Mùa giải            | Hạng đấu            | Giải đấu | Giải đấu | Cúp quốc gia | Cúp quốc gia | Tổng cộng | Tổng cộng |
| Câu lạc bộ          | Mùa giải            | Hạng đấu            | Trận     | Bàn      | Trận         | Bàn          | Trận      | Bàn       |
| ------------------- | ------------------- | ------------------- | -------- | -------- | ------------ | ------------ | --------- | --------- |
| Carpi               | 2020–21             | Serie C             | 1        | 0        | 1            | 0            | 2         | 0         |
| Tổng cộng sự nghiệp | Tổng cộng sự nghiệp | Tổng cộng sự nghiệp | 1        | 0        | 1            | 0            | 2         | 0         |